# بوفاریرا
بوفاریرا (به لاتین: Bofarreira) یک منطقهٔ مسکونی در دماغه سبز است.